# Chema Madoz

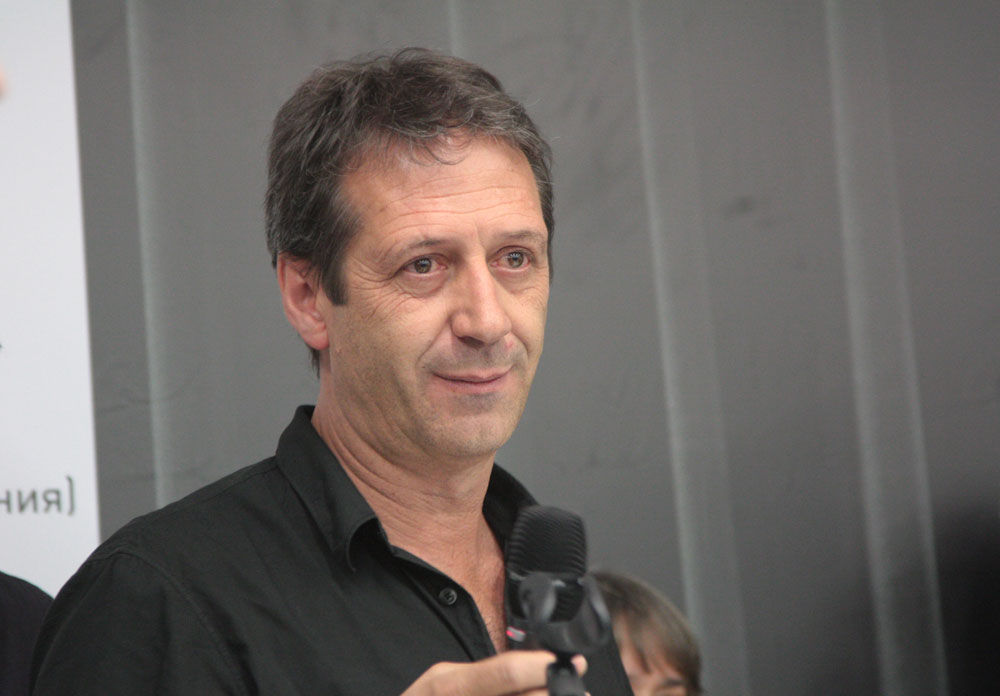
Chema Madoz, 2011

Chema Madoz, eigentlich José María Rodríguez Madoz (* 20. Januar 1958 in Madrid), ist ein spanischer Fotograf. 

## Biografie
Von 1980 bis 1983 studierte Madoz Kunstgeschichte an der Universität Complutense in Madrid und besuchte gleichzeitig Fotografiekurse im Centro de Enseñanza de la Imagen. 1985 hatte er seine erste Einzelausstellung in der Real Sociedad Fotográfica von Madrid, 1988 eine weitere als Eröffnungsausstellung der Sala Minerva des Círculo de Bellas Artes (Madrid).
1990 beginnt er, sein heutiges Thema überraschender Objekte zu entwickeln. 1991 werden einige seiner Werke in einer Ausstellung zeitgenössischer Fotografie des Kunstmuseums Reina Sofía gezeigt, die durch mehrere Länder reist. Außerdem erhält er im gleichen Jahr den Premio Kodak España. In den Folgejahren erhält er ein Kunststipendium und veröffentlicht zwei Bücher. 1999 werden Einzelausstellungen in Santiago de Compostela und im Museum Reina Sofía gezeigt.
2000 erhält er den Nationalen Fotografiepreis des spanischen Kulturministeriums, den japanischen Higasikawa-Preis für ausländische Fotografen und den Premio PHotoEspaña.
In seinen Schwarzweiß-Fotos zeigt er Alltagsgegenstände in überraschenden Zusammenhängen, die surreal anmuten können. Mit über 60 Einzelausstellungen und 8 Büchern ist er bei Publikum und Kritik anerkannt und erhielt verschiedene Kunstpreise. Seine Werke befinden sich unter anderem im Kunstmuseum Museo Reina Sofía (Madrid) und dem Museum of Fine Arts, Houston.

## Zur Fotografie
Zusammenfassung von Aussagen aus einem Gespräch mit Chema Madoz im April 2001 (Link Hispanart / spanischer Wikipedia-Artikel)
Nach mehreren Klein- und Mittelformatkameras benutzt er seit 1991 eine Hasselblad für seine Fotos. Generell ist ihm wichtig, die Technik im Hintergrund zu belassen. Fast alle Fotos wurden bei natürlichem Licht aufgenommen. Künstliches Licht spielt lediglich bei Fotos eine Rolle, auf denen Lampen Teil des Bildes sind, oder wenn ein Detail besonders sichtbar gemacht werden soll.
In seinen ersten Bilderserien machte er Fotos auf der Straße und begann später, seine Gegenstände zuhause in der Nähe eines Fensters bei natürlichem Licht zu fotografieren. Ein Atelier hat er erst relativ kurze Zeit vor dem Gespräch eingerichtet, schätzt aber den schnelleren Arbeitsprozess und die Möglichkeit, an mehreren Projekten gleichzeitig zu arbeiten.
Er sieht sich generell als Fotograf, der seine Objekte lediglich zum Zweck des Fotografiertwerdens schafft, welche aber nicht für sich selbst stehen können. Aus anderem Winkel oder als Ganzes betrachtet verlieren sie meist ihre Präsenz. Nur sehr wenige Objekte überzeugen auch unabhängig vom Foto, und ein paar Ausnahmen sind nur als Objekt interessant, verlieren ihre Wirkung aber auf dem Foto.